# Ketuba
| Židé a judaismus |
| Židé • Judaismus • Kdo je Žid |
| Ortodoxní • Konzervativní (Masorti) Progresivní (Reformní - Liberální) • Ultraortodoxní Samaritáni • Falašové • Karaité                                                                                            |
| Etnické skupiny a jazyky |
| Aškenázové • Sefardové • Mizrachim Hebrejština • Jidiš • Ladino • Ge'ez • Buchori |
| Populace (vývoj) |
| Evropa • Amerika • Asie • Afrika • Austrálie |
| Náboženství |
| Bůh • Principy víry • Boží jména 613 micvot • Halacha • Noachidské zákony Mesiáš • Eschatologie |
| Židovské myšlení, filosofie a etika |
| Židovská filosofie Cdaka • Musar • Vyvolenost Chasidismus • Kabala • Haskala |
| Náboženské texty |
| Tóra • Tanach • Mišna • Talmud • Midraš Tosefta • Mišne Tora • Šulchan aruch Sidur • Machzor • Pijut • Zohar |
| Životní cyklus, tradice a zvyky |
| Obřízka • Pidjon ha-ben • Simchat bat • Bar micva Šiduch • Svatba • Ketuba • Rozvod (Get) • Pohřeb Kašrut • Židovský kalendář • Židovské svátky Talit • Tfilin • Cicit • Kipa Mezuza • Menora • Šofar • Sefer Tora |
| Významné postavy židovství |
| Abrahám • Izák • Jákob • Mojžíš Šalomoun • David • Elijáš • Áron Maimonides • Nachmanides • Raši Ba'al Šem Tov • Ga'on z Vilna • Maharal                                                                           |
| Náboženské budovy a instituce |
| Chrám • Synagoga • Ješiva • Bejt midraš Rabín • Chazan • Dajan • Ga'on Kohen (kněz) • Mašgiach • Gabaj • Šochet Mohel • Bejt din • Roš ješiva                                                                      |
| Židovská liturgie |
| Šema • Amida • Kadiš Minhag • Minjan • Nosach Šacharit • Mincha • Ma'ariv • Musaf |
| Dějiny Židů |
| starověk • středověk • novověk |
| Blízká témata |
| Antisemitismus • Gój • Holocaust • Izrael Filosemitismus • Sionismus Abrahámovská náboženství |
| z • d • e |

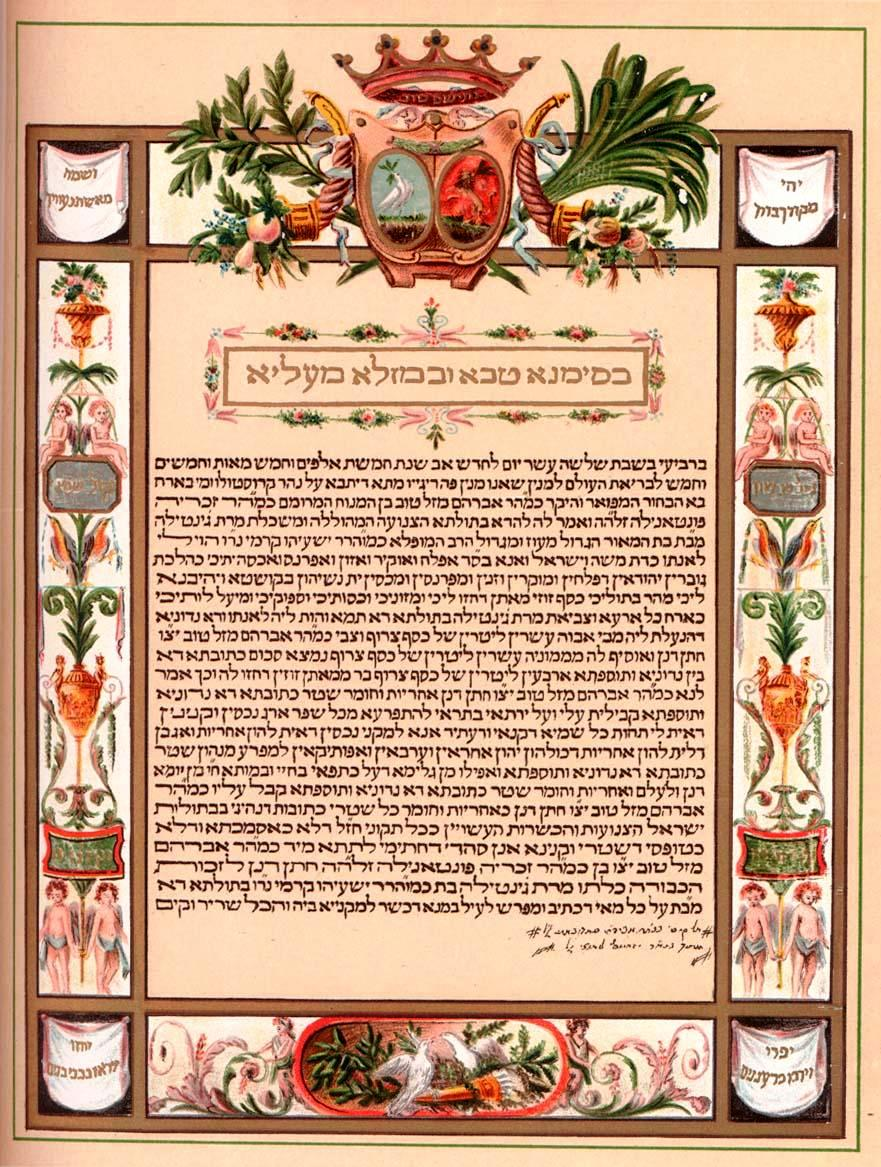
Ilustrovaná ketuba

Ketuba (hebrejsky כתובה‎, plurál כתובות‎, ketubot) je psaná svatební smlouva, kterou uzavírají ženich a nevěsta při židovské svatbě. Stanovuje povinnosti manžela k manželce, tj. „živit, ctít a podporovat ji, jak se sluší na židovského manžela…,“ dále je v ní zaznamenána výše věna a upřesňuje podmínky rozvodu, včetně případného vyrovnání. Manželku ochraňuje rovněž v případě rozluky nebo úmrtí manžela. Dnes tvoří ketuba část svatebního obřadu mezi kidušin a nisu'in. O halachických náležitostech týkající se ketuby pojednává jak mišnický traktát Ketubot, tak i stejnojmenný traktát v Talmudu.

## Původ ketuby
Ketuba je pozůstatek velmi staré tradice sahající až do starověku. Ketuba nahrazuje starověkou a biblickou praxi vyplácení vdovského podílu (peněz nebo majetku, který může užívat vdova po smrti svého manžela) a stanovuje především hmotné poměry obou manželů. Nejstarší dochovaná ketuba je stará přibližně 2200 let.
Nevěstino věno dělí na dvě části: nichsej con melog a nichsej con barzel - nichsej con melog jsou peníze, které nevěsta věnuje do manželství a ani v případě rozluky na ně nemá nárok, nichsej con barzel jsou naopak peníze, které její manžel sice může použít a utratit, avšak v případě rozluky či rozvodu jí tuto částku musí vrátit. Ketuba také zahrnuje slib manžela, že o svou ženu bude pečovat a starat se o ni.

## Podoba ketuby
Ketuba je tradičně psaná aramejsky a její obsah je více méně formální. Progresivní proudy judaismu umožňují napsat ketubu hebrejsky. V konzervativním judaismu se přidává ještě jeden odstavec, tzv. Liebermanova klauzule, která umožňuje rozvod i za nepřítomnosti manžela (například pokud je dlouhodobě nezvěstný) nebo i v případě jeho nesouhlasu (takový případ, kdy je žena uvázána v manželství, které není možné rozloučit, se nazývá aguna), a to v souladu s civilním občanským právem. Ortodoxní Židé většinou tento dodatek odmítají, protože podle nich porušuje halachu.
Reformní a liberální Židé většinou volí moderní tón při psaní ketuby, finanční otázky zůstávají více méně formalitou a důraz je kladen především na vzájemné dodržování a prohlubování rodinných hodnot, jako je manželské štěstí, láska, péče o děti atd.
Ketuba bývá velmi často bohatě zdobená, psaná na drahém papíře nebo pergamenu a to ručně a tuší. Způsob zdobení a dekorace již záleží na vkusu, stylu a kulturní tradici dotyčného regionu.
Poté, co je ketuba při svatebním obřadu podepsána dvěma svědky, ji nevěsta ukáže shromážděným hostům a převezme ji od ženicha do svého opatrování.